# Frederick Eden (2e baronnet)
Frederick Morton Eden, 2e baronnet, du Maryland (18 juin 1766 - 14 novembre 1809) est un écrivain anglais sur la pauvreté et un chercheur social pionnier.

## Jeunesse

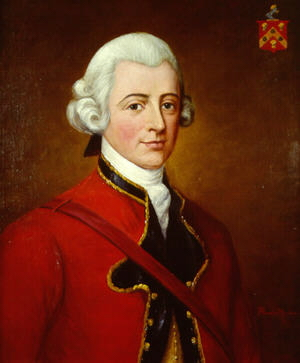
Le père de Frederick Eden, Robert Eden (1er baronnet)

Frederick Morton Eden est le fils aîné de Robert Eden (1er baronnet), et de sa femme Caroline Calvert, sœur du Frederick Calvert (6e baron Baltimore) et nièce de la femme de Thomas Bladen. Son père est gouverneur du Maryland et est créé baronnet en 1776. Frédéric hérite du titre de baronnet à la mort de son père en 1784. Eden étudie à Christ Church, Oxford. Il est l'un des fondateurs de la Globe Insurance Company et plus tard son président en 1803. Il meurt subitement au bureau de la compagnie à l'âge de 43 ans.

## Carrière
La réputation d'Eden en tant qu'enquêteur social repose sur The State of the Poor, publié en 3 volumes en 1797. Le livre est destiné à fournir une base factuelle pour le débat actuel sur ce qu'il faut faire au sujet des pauvres. Eden fait lui-même une partie du travail sur le terrain, obtenant des informations auprès des membres du clergé mais envoie également "une personne remarquablement fidèle et intelligente" avec un questionnaire qu'il a conçu. Cela est calqué sur celui utilisé par Sir John Sinclair dans son compte statistique de l'Ecosse.
Dans The Literature of Political Economy, McCulloch écrit à propos de l'ouvrage d'Eden : « Au total, c'est le grand entrepôt d'informations concernant les classes laborieuses d'Angleterre, et devrait avoir une place de choix dans chaque bibliothèque. »
Karl Marx écrit qu'Eden est « le seul disciple d'Adam Smith au XVIIIe siècle à avoir produit une œuvre de quelque importance » (DNB). Cependant, il critique également son plaidoyer en faveur de l'expropriation des pauvres et des vulnérables par les classes dirigeantes. Dans Le Capital, Marx cite Eden : « Il serait peut-être digne de l'attention du public de se demander si une manufacture qui, pour être menée avec succès, exige que les chaumières et les ateliers soient saccagés pour les enfants pauvres ; qu'ils devraient être employés à tour de rôle pendant la plus grande partie de la nuit et privés de ce repos qui, bien qu'indispensable à tous, est le plus requis par les jeunes; et que des nombres des deux sexes, d'âges et de dispositions différents, devraient être rassemblés dans un tel d'une manière que la contagion de l'exemple ne peut que conduire à la débauche et à la débauche ; ajoutera-t-elle à la somme de la félicité individuelle ou nationale ? » 
Edgeworth écrit l'article sur Eden dans le dictionnaire Palgrave original. Il considère que le livre intitulé Eden « se rangeait avec Arthur Young parmi les successeurs immédiats d'Adam Smith qui développèrent le mieux la branche inductive de l'économie politique ».
Le Premier ministre britannique du XXe siècle Anthony Eden est un parent et, selon une biographie récente (DR Thorpe Eden: The Life and Times of Anthony Eden ), il est influencé par le travail de FM Eden et conserve un exemplaire sur ses étagères tout au long de sa vie.

## Famille
Eden épouse Anne Smith le 10 janvier 1792. Ils ont sept enfants :
- Marianne Eden (c1793 - 13 mai 1859)
- Frederick Eden, 3e baronnet (c1794- - décembre 1814)
- Caroline Eden (c1801 - 10 novembre 1854) épouse le vice-amiral Hyde Parker (amiral) (en)
- William Eden, 4e/6e baronnet (31 janvier 1803 - 21 octobre 1873)
- Robert Eden (évêque) (2 septembre 1804 - 26 août 1886)
- George Morton Eden (10 mai 1806 - novembre 1862)
- Charles Eden (amiral) (en) (3 juillet 1808 - 7 mars 1878)